# 弗拉基米尔·阿纳托利耶维奇·雅科夫列夫
弗拉基米尔·阿纳托利耶维奇·雅科夫列夫（羅馬化：Vladimir Anatol'yevich Yakovlev；1944年11月25日—）是俄罗斯政治人物，曾于1996年至2003年间担任圣彼得堡市长。
1944年，雅科夫列夫出生于奥廖克明斯克。他的母亲是英格里芬兰裔。1996年，他被任命为圣彼得堡联邦委员会议员和圣彼得堡市长。2004年3月至9月，他担任俄罗斯联邦总统驻南部联邦管区全权代表。辞去代表职务后，他转而担任区域发展部部长至2007年。